# 36. samostalna inženjerijsko pontonirska bojna Dabar
36. samostalna inženjerijsko pontonirska bojna Dabar, hrvatska vojna postrojba iz Domovinskog rata.

## Povijest
2. rujna 1991. postrojbe ZNG okružile su i blokirale vojno-skladišni kompleks JNA Barutanu u Sisku. Nakon jednodnevnih pregovora, 3. rujna JNA se bez borbe predala. Od zaplijenjenih materijalno-tehničkih sredstava opremljena je nova hrvatska postrojba, službeno formirana 28. rujna 1991. godine. Ta je postrojba 36. samostalna inženjerijsko pontonirska bojna Dabar.
Bojna je prvo bila smještena u Barutani. "Dabrovi" su se iskazali u svim fazama Domovinskog rata. Djelovali su kroz Pontonirsku, Inženjerijsku i uz ranije formirani Inženjerijski vod za zaprečavanje (kasnije Pionirsku satniju) te Samostalni vod prioritetnog prevoženja čamcima i ronilaca sastavljenu od članova Ronilačkog kluba Sisak.
Akcije Dabrova su među prvim značajnim inženjerijskim akcijama OS RH. Osobito se ističe akcija izvlačenja hrvatskih prognanika i izbjeglica i stvaranje mostobrana. Izvedena je 2. listopada i obilježava se kao Dan inženjerije OS RH. U Letovaniću su Dabrovi napravili pontonski most. Iz okruženja je izvučeno izvučeno više tisuća ljudi iz šireg područja Petrinje i Gline (oko 20.000 s područja Banovine). Most je također poslužio za navalne svrhe i preko njega su hrvatski branitelji napravili mostobran. To slobodno područje na desnoj obali Kupe dobilo je ime Nebojanski džep. Do kraja Domovinskog rata ostalo je slobodno i odolilo je brojnim navalama velikosrpskih osvajača. Most je poslužio svrsi i nakon rata, jer su se prognanici preko njega vratili u svoje domove.